# جویی داوسون
جویی داوسون (انگلیسی: Joey Dawson؛ زادهٔ ۳۰ مهٔ ۲۰۰۳) بازیکن فوتبال اهل بریتانیا است.
از باشگاه‌هایی که در آن بازی کرده‌است می‌توان به باشگاه فوتبال اسکانتورپ یونایتد اشاره کرد.